# Veneto
Veneto (även Venetien på svenska) är en region i nordöstra Italien. Regionen hade cirka 4,85 miljoner invånare (2022), på en yta av 18 345 km². Den är belägen mellan Alperna och Adriatiska havet. Veneto består av provinserna Belluno, Padova, Rovigo, Treviso, Venedig, Verona och Vicenza som i sin tur är indelade i sammanlagt 563 kommuner. Regionen är en del av det historiska området vid namn Venetien.

## Geografi
Regionen gränsar till de italienska regionerna Lombardiet, Trentino-Sydtyrolen, Friuli-Venezia Giulia och Emilia-Romagna samt Österrike. Floderna Po, Adige, Brenta och Piave flyter genom regionen. Inom regionen ligger översvämningsbarriären MO.S.E.. Venetos huvudstad är Venedig. Andra viktiga städer i regionen är Verona, Vicenza, Padua, Treviso, Belluno och Rovigo.

## Kultur
Veneto är rikt på kulturella och historiskt värdefulla skatter. I regionen hittar man unik arkitektur som byggnaderna och broarna i Venedig, Palladios villor, den antika romerska amfiteatern i Verona och termerna i Abano Terme.

## Ekonomi
Ekonomin har tidigare till stor del byggt på jordbruk, men är numera i högre grad inriktad på tillverkningsindustri och modeindustri (Benetton, De'Longhi och Marzotto är stora arbetsgivare). Venetos vinindustri representeras av vindistrikten Soave och Valpolicella. Venetos turistnäring är betydande tack vare städer som Venedig och Verona, men även vinterresmål i bergen, som exklusiva OS-orten Cortina d'Ampezzo och populära semesterplatser som Lido di Jesolo, Bibione och Gardasjön drar turister.